# Улица Кристьяна Кярбера
У́лица Кри́стьяна Кя́рбера (эст. Kristjan Kärberi tänav) — улица в Таллине, столице Эстонии.

## География
Проходит в микрорайонах Мустакиви и Сели городского района Ласнамяэ. Начинается от улицы Кивила, пересекается с бульварами Тазуя и Сели и улицей Уссимяэ, заканчивается на перекрёстке с магистралью Лаагна.
Протяжённость — 1538 м.

## История
Улица получила своё название 10 апреля 1981 года в честь Героя Социалистического труда, почётного гражданина Таллина Кристьяна Кярбера.

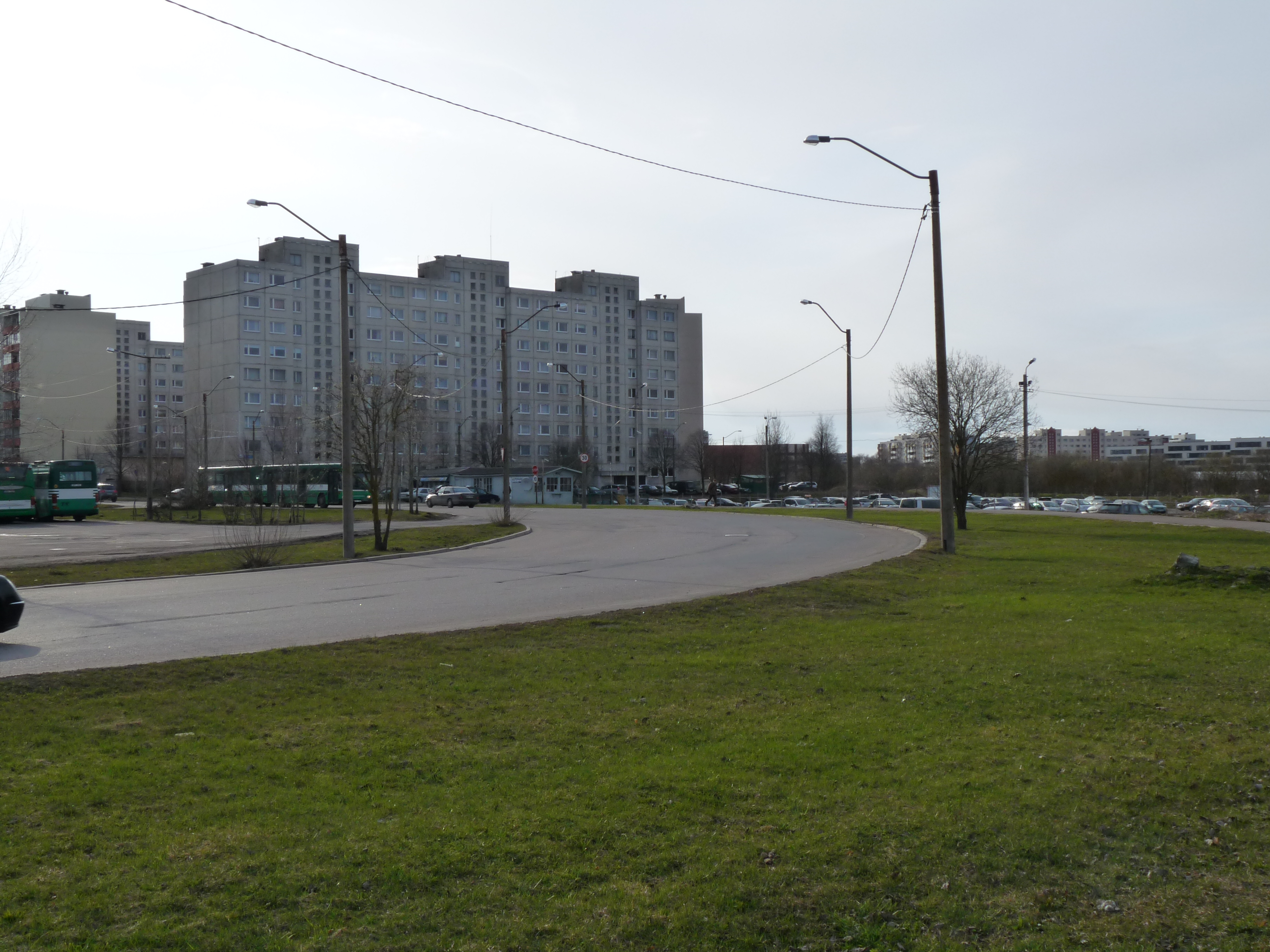
Конечный отрезок улицы Кристьяна Кярбера

## Общественный транспорт
По улице проходят маршруты городских автобусов № 9, 42, 51, 58 и маршрут ночного автобуса № 94.

## Застройка
Вдоль улицы расположены пяти- и девятиэтажные панельные жилые дома (серии 121 и 515), построенные в 1984-1987 годах.
Учреждения и предприятия:
- K. Kärberi tn 9 — Таллиннская гимназия Куристику; четырёхэтажное здание построено в 1984 году;
- K. Kärberi tn 20/20А — торговый центр «Kärberi Keskus»: магазины торговых сетей «Selver», «Pepco» и «Südameapteek», зал сети спортклубов «My Fitness» и др. Открылся в апреле 2016 года[6];
- K. Kärberi tn 40 — магазин «Rimi mini» торговой сети «Rimi» (ранее — магазин торговой сети «Säästumarket»).